# Mary Carleton
Mary Carleton (Canterbury, 11 augustus 1642 – Londen, 22 januari 1673) was een Engelse oplichtster en dief.

## Biografie
Met de naam Mary Modders werd ze geboren als de dochter van een vedelaar of een koorzanger in Canterbury. Op een lokale school leerde ze om te lezen en weldra trad ze in het huwelijk met een schoenmaker, Thomas Stedman. Ze ontvluchtte haar echtgenoot en huwde in Dover met een arts. Ze werd gearresteerd en aangeklaagd voor bigamie. Mary kreeg een reprimande en werd vervolgens vrijgelaten. Ze vluchtte vervolgens naar continentaal Europa, waarschijnlijk Duitsland of de Republiek, maar in 1663 keerde ze terug in Engeland.
In april van dat jaar maakte ze haar opwachting in Londen als Maria von Walway, een rijk Duitse aristocraat. In Londen huurde ze een kamer bij een herberg van de familie van John Carleton, een jonge klerk. Hij wist haar te verleiden met hem te trouwen, maar toen er geen geld uit Duitsland kwam werden John en zijn familie wantrouwend over de bruid en haar financiële status. Via een anonieme brief kwamen achter de achtergrond van Mary en lieten ze haar arresteren en opsluiten.
Doordat John Carleton op zijn beurt zichzelf ook als een heer van stand had voorgedaan om Mary te verleiden werd het huwelijk door de rechtbank niet nietig verklaard en erkenden zij John als Mary's echtgenoot. In haar publicatie uitgave The Case of Madam Mary Carleton legde ze uit dat haar optreden bedoeld was om degenen die een “plan” hadden om misbruik van haar te maken, te “tegenwerken” en betoogde dat “het bedriegen van de bedrieger geen bedrog is”. Als getrouwde vrouw had ze echter geen recht op eigendom en kreeg ze ook niet de financiële middelen om zichzelf staande te houden. Om haar succes van de rechtszaak uit te buiten publiceerde ze in 1664 The German Princess.
In de tien jaar die volgde creëerde Carleton diverse persoonlijkheden om zichzelf financieel staande te houden en hiervoor gebruikte ze diverse aliassen. In 1671 werd ze opgepakt en als contractarbeidster naar Barbados gestuurd. Twee jaar later keerde Carleton echter alweer terug in Londen. Na haar terugkeer herhaalde ze haar versie van de "Duitse prinses" om een aantal oplichterijen uit te voeren. Wederom liep ze tegen de lamp en werd ze gearresteerd. Ditmaal werd ze veroordeeld tot de galg.
- Bibliothèque nationale de France: cb137415514 (data)
- Gemeinsame Normdatei: 129390127
- International Standard Name Identifier: 0000 0000 6310 2849
- Library of Congress Control Number: n84212719
- Nationale Bibliotheek van Israël: 987007337149005171
- Nederlandse Thesaurus van Auteursnamen: 126789908
- Système universitaire de documentation: 107836351
- Trove: 799528
- Virtual International Authority File: 51868423
- WorldCat: E39PBJrgHp9mQwqHWymtR8Rh73